# Cyklopentolat
Cyklopentolat (łac. cyclopentolatum) – wielofunkcyjny organiczny związek chemiczny, lek stosowany w diagnostyce i przygotowaniu do zabiegów okulistycznych.

## Mechanizm działania
Cyklopentolat powoduje porażenie mięśnia rzęskowego. Maksymalne rozszerzenie źrenicy występuje po 15–45 minutach, utrzymuje się przez 20 minut i powoli ustępuje do 20 godzin.

## Zastosowanie
- wziernikowanie dna oka w diagnostyce okulistycznej[6],
- diagnostyka i leczenie zapalenia tęczówki i ciała rzęskowego[5]
- diagnostyka i leczenie zapalenia naczyniówki[5]
- owrzodzenie i zapalenie rogówki[5]

Cyklopentolat znajduje się na wzorcowej liście podstawowych leków Światowej Organizacji Zdrowia (WHO Model Lists of Essential Medicines) (2015).
Cyklopentolat nie jest dopuszczony do obrotu w Polsce (2018).

## Działania niepożądane
Działania niepożądane są podobne do atropiny, a ich częstość pozostaje nieznana. Działania ogólne są rzadkie i o niewielkim nasileniu, najczęściej występują nerwowość, zaburzenia orientacji, suchość w ustach oraz bełkotliwa mowa.